# Neure
Neure est une commune française, située dans le département de l'Allier en région Auvergne-Rhône-Alpes.

## Géographie

### Localisation
Ses communes limitrophes sont :
|             | Château-sur-Allier |               |
| Lurcy-Lévis | Neure              | Le Veurdre    |
|             |                    | Pouzy-Mésangy |

### Climat
Pour des articles plus généraux, voir Climat d'Auvergne-Rhône-Alpes et Climat de l'Allier.
En 2010, le climat de la commune est de type climat océanique dégradé des plaines du Centre et du Nord, selon une étude du CNRS s'appuyant sur une série de données couvrant la période 1971-2000. En 2020, Météo-France publie une typologie des climats de la France métropolitaine dans laquelle la commune est exposée à un climat océanique altéré et est dans la région climatique Centre et contreforts nord du Massif Central, caractérisée par un air sec en été et un bon ensoleillement.
Pour la période 1971-2000, la température annuelle moyenne est de 11,3 °C, avec une amplitude thermique annuelle de 15,8 °C. Le cumul annuel moyen de précipitations est de 775 mm, avec 11,4 jours de précipitations en janvier et 7,4 jours en juillet. Pour la période 1991-2020, la température moyenne annuelle observée sur la station météorologique de Météo-France la plus proche, « Lurcy-Lévis Sa », sur la commune de Lurcy-Lévis à 4 km à vol d'oiseau, est de 11,4 °C et le cumul annuel moyen de précipitations est de 717,2 mm,. Pour l'avenir, les paramètres climatiques de la commune estimés pour 2050 selon différents scénarios d'émission de gaz à effet de serre sont consultables sur un site dédié publié par Météo-France en novembre 2022.

## Urbanisme

### Typologie
Au 1er janvier 2024, Neure est catégorisée commune rurale à habitat très dispersé, selon la nouvelle grille communale de densité à 7 niveaux définie par l'Insee en 2022.
Elle est située hors unité urbaine et hors attraction des villes,.

### Occupation des sols

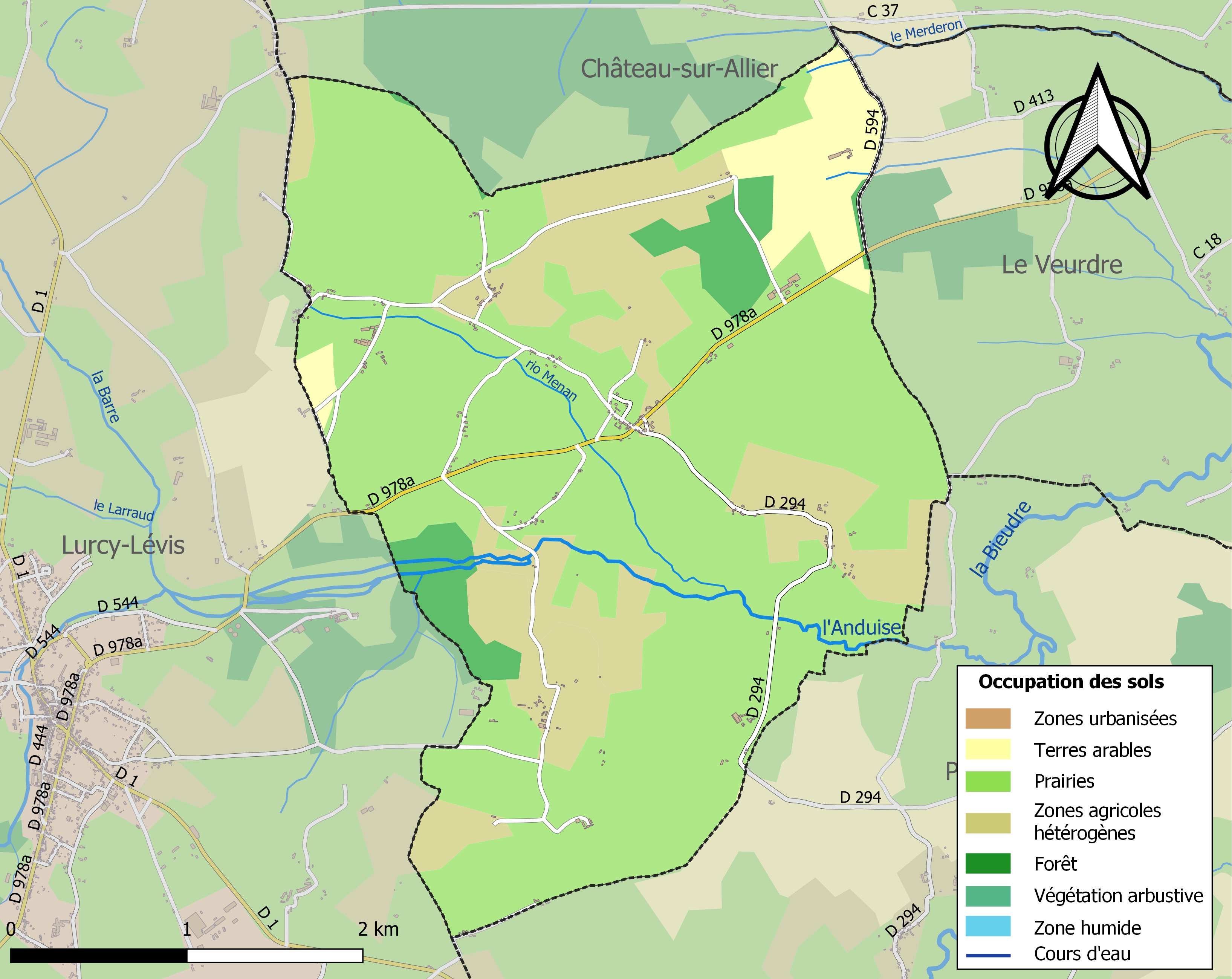
Carte des infrastructures et de l'occupation des sols de la commune en 2018 (CLC).

L'occupation des sols de la commune, telle qu'elle ressort de la base de données européenne d’occupation biophysique des sols Corine Land Cover (CLC), est marquée par l'importance des territoires agricoles (95 % en 2018), une proportion identique à celle de 1990 (95 %). La répartition détaillée en 2018 est la suivante : 
prairies (68,3 %), zones agricoles hétérogènes (21 %), terres arables (5,7 %), forêts (5 %).
L'IGN met par ailleurs à disposition un outil en ligne permettant de comparer l’évolution dans le temps de l’occupation des sols de la commune (ou de territoires à des échelles différentes). Plusieurs époques sont accessibles sous forme de cartes ou photos aériennes : la carte de Cassini (XVIIIe siècle), la carte d'état-major (1820-1866) et la période actuelle (1950 à aujourd'hui).

## Politique et administration
Le maire sortant, Jean-Claude Chamignon, a été réélu à la suite des élections municipales de 2020. Le conseil municipal, réuni le 26 mai 2020 pour élire le maire, a désigné trois adjoints.
| Période                                  | Période                   | Identité              | Étiquette | Qualité                                 |
| ---------------------------------------- | ------------------------- | --------------------- | --------- | --------------------------------------- |
| Les données manquantes sont à compléter. |                           |                       |           |                                         |
| mars 2001                                | En cours (au 28 mai 2020) | Jean-Claude Chamignon | DVD       | Retraité de l'agriculture Réélu en 2020 |

## Population et société

### Démographie
L'évolution du nombre d'habitants est connue à travers les recensements de la population effectués dans la commune depuis 1793. Pour les communes de moins de 10 000 habitants, une enquête de recensement portant sur toute la population est réalisée tous les cinq ans, les populations de référence des années intermédiaires étant quant à elles estimées par interpolation ou extrapolation. Pour la commune, le premier recensement exhaustif entrant dans le cadre du nouveau dispositif a été réalisé en 2006.

En 2022, la commune comptait 201 habitants, en évolution de +9,24 % par rapport à 2016 (Allier : −1,38 %, France hors Mayotte : +2,11 %).
| 1793 | 1800 | 1806 | 1821 | 1831 | 1836 | 1841 | 1846 | 1851 |
| ---- | ---- | ---- | ---- | ---- | ---- | ---- | ---- | ---- |
| 295  | 290  | 263  | 338  | 362  | 358  | 389  | 404  | 397  |

| 1856 | 1861 | 1866 | 1872 | 1876 | 1881 | 1886 | 1891 | 1896 |
| ---- | ---- | ---- | ---- | ---- | ---- | ---- | ---- | ---- |
| 373  | 388  | 405  | 445  | 496  | 484  | 493  | 474  | 456  |

| 1901 | 1906 | 1911 | 1921 | 1926 | 1931 | 1936 | 1946 | 1954 |
| ---- | ---- | ---- | ---- | ---- | ---- | ---- | ---- | ---- |
| 427  | 398  | 380  | 340  | 320  | 302  | 294  | 307  | 255  |

| 1962 | 1968 | 1975 | 1982 | 1990 | 1999 | 2006 | 2011 | 2016 |
| ---- | ---- | ---- | ---- | ---- | ---- | ---- | ---- | ---- |
| 232  | 222  | 187  | 168  | 152  | 166  | 173  | 170  | 184  |

| 2021 | 2022 | - | - | - | - | - | - | - |
| ---- | ---- | - | - | - | - | - | - | - |
| 196  | 201  | - | - | - | - | - | - | - |

## Culture locale et patrimoine

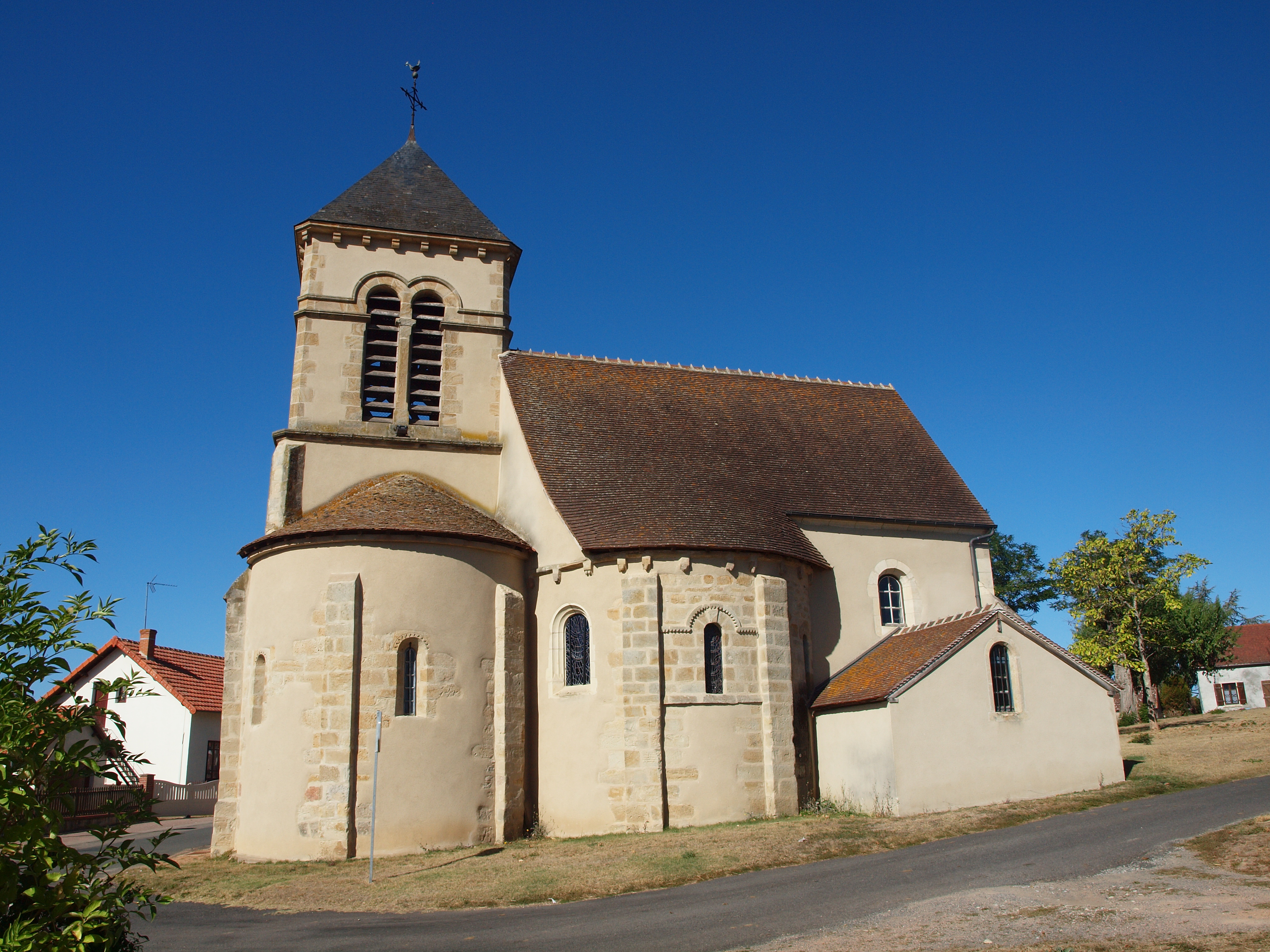
L'église de Neure.

### Lieux et monuments
- Église Saint-Fiacre de Neure[20].
- Le château de Neureux.

### Héraldique
| Blason de Neure | Blason  | Parti : au 1er d'azur semé de fleurs de lys d'or à la bande de gueules, au 2e de sinople à un lys des jardins d'argent surmonté d'une lettre N capitale du même. |
| Blason de Neure | Détails | Le statut officiel du blason reste à déterminer. |